# Gliese 251
Gliese 251 eller HD 265866, är en ensam stjärna belägen i den norra delen av stjärnbilden Tvillingarna. Den har en skenbar magnitud av ca 10,11 och kräver en kraftig handkikare eller ett mindre teleskop för att kunna observeras. Baserat på parallax enligt Gaia Data Release 3 på ca 179,06 mas, beräknas den befinna sig på ett avstånd på ca 18,2 ljusår (6,6 parsek) från solen. Den rör sig bort från solen med en heliocentrisk radialhastighet på ca 23 km/s.

## Egenskaper
Gliese 251 är en röd dvärgstjärna i huvudserien av spektralklass M3.0 Ve. Den har en massa som är lika med ca 0,36 solmassor, en radie som är ca 0,36 solradier och utsänder energi från dess fotosfär motsvarande ca 0,01 gånger solen vid en effektiv temperatur av ca 3 600 K.

## Planetsystem
År 2019 upptäcktes två tänkbara exoplaneter med radialhastighetsmetoden för att kretsa kring Gliese 251 i omloppsbanor på 1,74 och 607 dygn. En ny studie 2020 med CARMENES-data motbevisade dock båda kandidaterna, eftersom de fann att båda signalerna orsakades av stjärnaktivitet. Baserat på CARMENES-data meddelade teamet att kring Gliese 251 kretsar en enda superjord (Gliese 251 b) i en omloppsbana på 14,238 dygn.
| Planet | Massa         | Halv storaxel (AE) | Siderisk omloppstid (d) | Excentricitet | Inklination | Radie |
| ------ | ------------- | ------------------ | ----------------------- | ------------- | ----------- | ----- |
| b      | ≥4,0 ± 0,4 M🜨 | 0,0818 ± 0,001     | 14,238 ± 0,002          | 0,10 ± 0,07   | -           | -     |